# Adad-šuma-iddina
Adad-šuma-iddina (sprich Adad-schuma-iddina; in Sumerogrammen: dIM-MU-SUM-na) ist nach der Königsliste A der 31. Herrscher der Kassitendynastie von Babylon und herrschte sechs Jahre. Er war der Nachfolger von Kadašman-Ḫarbe II. und der Vorgänger von Adad-šuma-usur. Es gibt keinen Beweis einer Verwandtschaft mit Kadašman-Ḫarbe II. oder der Familie von Kaštiliaš. Er wurde durch einen Aufstand der Babylonier abgesetzt und durch einen Sohn von Kaštiliaš IV. ersetzt.
Nach der Chronik P fand eine elamitische Invasion unter Kidin-Ḫutran III. statt.
Adad-šuma-iddina war vielleicht lediglich eine assyrische Marionette unter Tukulti-Ninurta I., aber spätere babylonische Herrscher erkennen ihn als rechtmäßig an. Es ist unklar, ob hier die Babylonier das Ausmaß der assyrischen Herrschaft herunterspielen wollen oder, umgekehrt, die Assyrer ihre Macht unzutreffend betonen.